# Воля-Сухожебрська
Воля-Сухожебрська (пол. Wola Suchożebrska) — село в Польщі, у гміні Сухожебри Седлецького повіту Мазовецького воєводства.
Населення — 885 осіб (2011).
У 1975-1998 роках село належало до Седлецького воєводства.

## Демографія
Демографічна структура станом на 31 березня 2011 року:
|          | Загалом | Допрацездатний вік | Працездатний вік | Постпрацездатний вік |
| -------- | ------- | ------------------ | ---------------- | -------------------- |
| Чоловіки | 460     | 108                | 302              | 50                   |
| Жінки    | 425     | 94                 | 247              | 84                   |
| Разом    | 885     | 202                | 549              | 134                  |